# Вагаршапат
Вагаршапа́т (вірм. Վաղարշապատ, колишня назва Ечміадзин вірм. Էջմիածին) — церковна столиця Вірменії, одне з п'ятьох найбільших міст країни, найбільше місто марзу (області) Армавір. Місто розташоване за 20 км на захід від Єревана та за 15 км на північ від залізничної станції Ечміадзин. Одне з найвизначніших міст Вірменії у культурному та релігійному плані, оскільки саме в ньому розташована резиденція Вірменської апостольської церкви та найстаріший у країні монастирський комплекс, побудований у 302-303 рр. Місто назване на честь свого засновника, царя Вагарша I, та у II-IV століттях було столицею Великої Вірменії.

## Назва
Слово Ечміадзин у перекладі означає «зійшов Єдинородний», тобто Ісус Христос.

## Культурне та релігійне значення

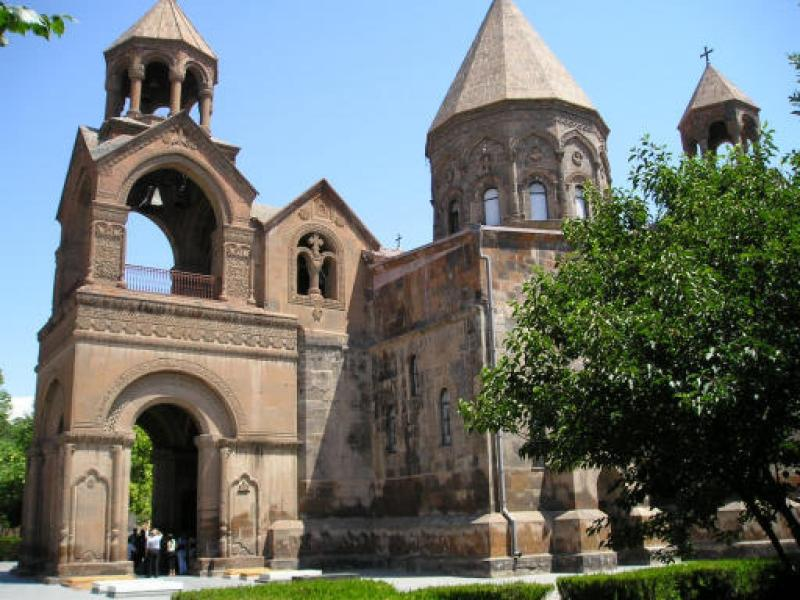
Кафедральний собор
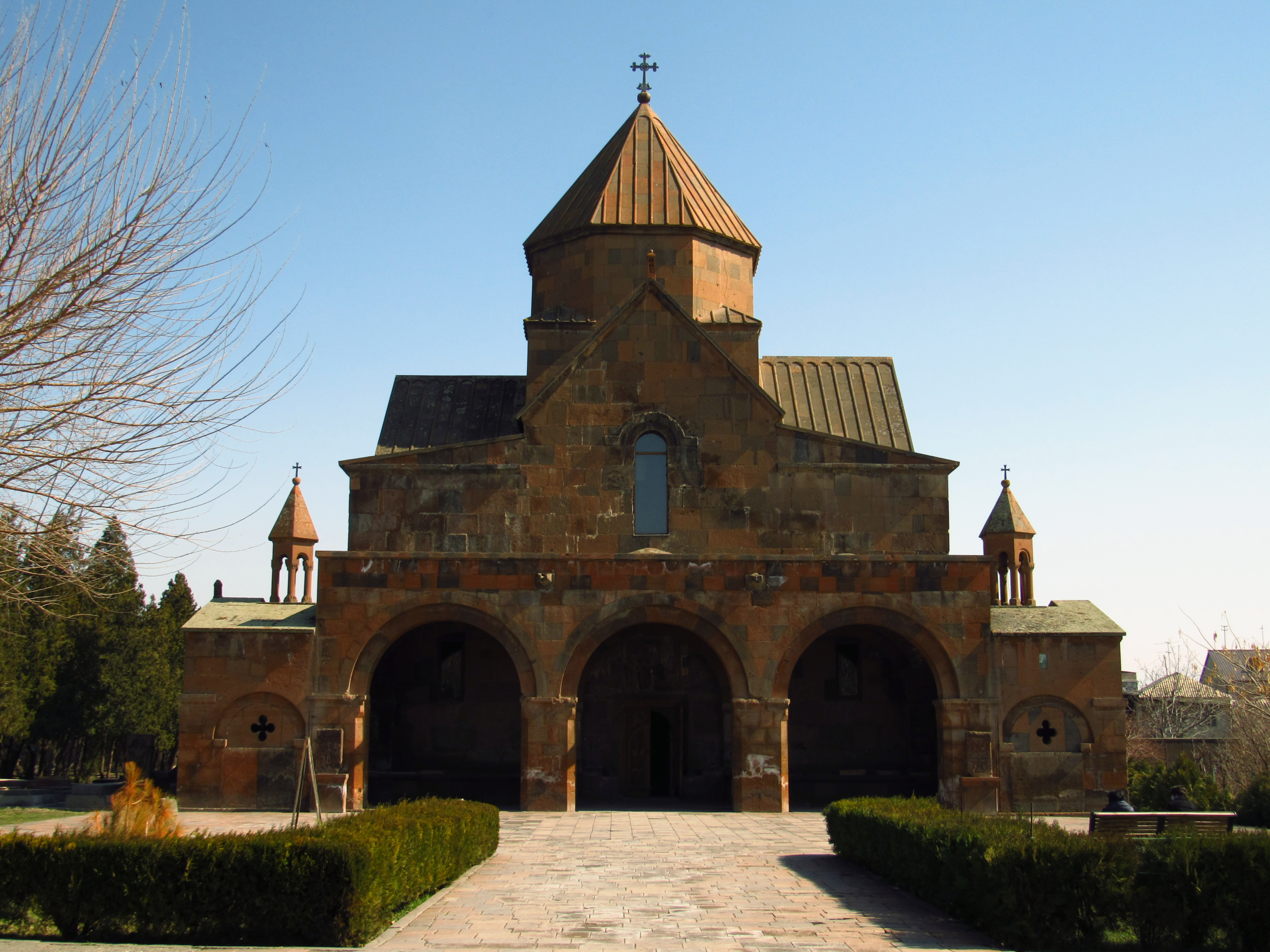
Церква св. Гаяне
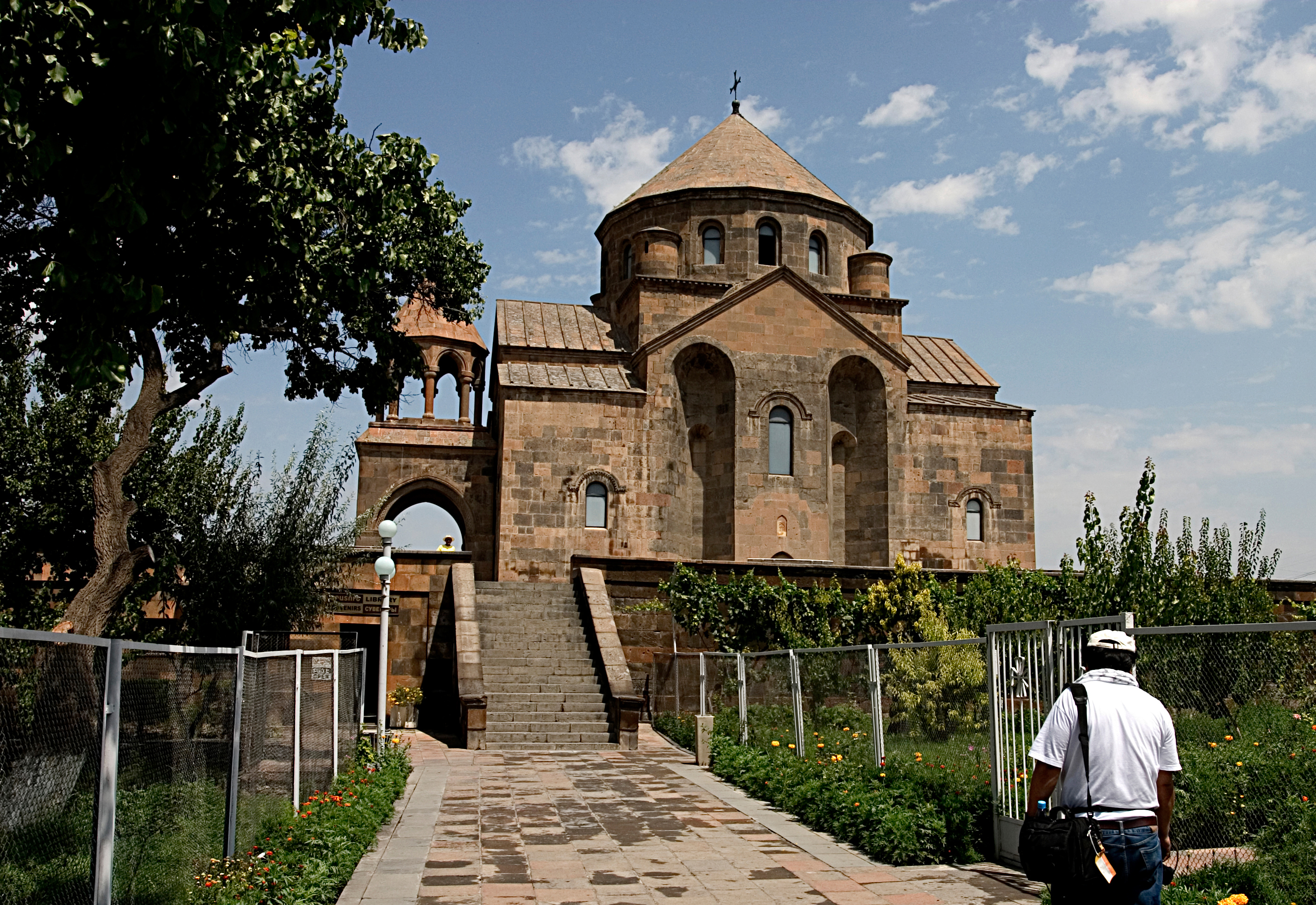
Церква св. Ріпсіме

Вагаршапат — історичний центр Вірменської апостольської церкви. Включене до переліку об'єктів Всесвітньої спадщини ЮНЕСКО. У місті розташовуються Ечміадзинський монастир з резиденцією Католикоса усіх вірмен, Ечміадзинський кафедральний собор, богословські навчальні заклади. Дерев'яний собор був вперше побудований у 302—303 роках, невдовзі після введення 301 року у Вірменії християнства як державної релігії, і потім перебудований у камені в V і VII століттях. Дзвіниця збудована у 1653-1658 роках, різниця — 1869 року.
Інтер'єр собору містить фрески, створені на межі XVII і XVIII століть Нагашем Ховнатаном, а також наприкінці XVIII ст. (роботи Х. Ховнатаньяна). До складу комплексу монастиря входять трапезна (перша половина XVII століття), готель (середина XVIII століття), будинок католикоса (1738-1741), школа (1813), кам'яне водоймище (1846) та інші споруди. За радянських часів зведені численні житлові будинки та громадські будівлі.
В Ечміадзині також є храми Ріпсіме (618), купольна базиліка Гаяне (630, реставрована 1652) з трьохарковим гавітом (1683), церква Шокагат (1694). У соборі розташований музей з колекцією творів середньовічного декоративно-прикладного мистецтва (заснований в 1955).

## Міста-побратими
Містами-побратимами Вагаршапата є:
- Білгород-Дністровський, Україна
- Вінниця, Україна
- /  Гадрут, (азерб. Hadrut / вірм. Հադրութ), Азербайджан / Нагірно-Карабаська Республіка
- Іссі-ле-Муліно (фр. Issy-les-Moulineaux), Франція
- Кам'янець-Подільський, Україна
- Малакофф (фр. Malakoff), Франція
- /  Мартакерт / Агдере, (азерб. Ağdərə / вірм. Մարտակերտ), Азербайджан / Нагірно-Карабаська Республіка
- Петрозаводськ, (рос. Петрозаводск), Росія
- Сергієв Посад, (рос. Сергиев Посад), Росія
- Фресно, (англ. Fresno), США
- Черкаси, Україна[12]

## Відомі особистості

### Народилися
- Мгер Абегян — вірменський художник
- Мігран Арутюнян
- Едуард Барсегян
- Єгіше Тадевосян
- Артур Шагінян

### Пов'язані з містом
- поет Іоанес Іоанісян
- філолог Камо Малхасян
- клавішник-віртуоз Левон Абрамян
- художники:
  - Арутюн Арутюнян
  - Самвел Мовсісян
  - Алексан Ташчян

### Померли
- Арам Асатрян — популярний співак